# Zeitschrift für Menschenrechte
Die Zeitschrift für Menschenrechte (ZfMR, engl. Journal for Human Rights) ist eine 2007 begründete geistes- und sozialwissenschaftliche Fachzeitschrift mit Schwerpunkt auf der Theorie und der Praxis der Menschenrechte sowie der Menschenrechtspolitik.
Die Zeitschrift erscheint halbjährlich im Wochenschau Verlag und wird von Tessa Debus, Elisabeth Holzleithner, Regina Kreide, Michael Krennerich, Karsten Malowitz, Arnd Pollmann und Susanne Zwingel herausgegeben.
Die ersten Titel der Reihe waren:
- Menschenrechte und Terrorismus (1/2007)
- Menschenrechte und Staatlichkeit (2/2007)
- Menschenrechte und Demokratie (1/2008)
- Menschenrechten und Armut (2/2008)
- FrauenMenschenrechte (1/2009)
- Menschenrechte und Wirtschaft (2/2009)
- Menschenwürde (1/2010)

Dem Wissenschaftlichen Beirat der Zeitschrift gehören u. a. Heiner Bielefeldt, Rainer Forst, Karl-Peter Fritzsche, Marianne Braig, Brigitte Hamm, Rainer Schmalz-Bruns, Beate Wagner, Zehra Arat an.